# Simeon Okezuo Nwobi
Simeon Okezuo Nwobi CMF (* 25. März 1960 in Eziama, Oparanadim, Ekwereazu, Imo) ist ein nigerianischer römisch-katholischer Geistlicher und ernannter Bischof von Ahiara.

## Leben
Simeon Okezuo Nwobi trat der Ordensgemeinschaft der Claretiner bei und studierte Philosophie am Claretian Institute of Philosophy Maryland in Nekede sowie anschließend Theologia am Bigard Memorial Seminary in Enugu. Er legte am 11. September 1988 die ewige Profess ab und empfing am 12. Juli 1990 durch den Chicagoer Weihbischof Plácido Rodríguez CMF das Sakrament der Priesterweihe.
Nach weiteren Studien an der Enugu State University of Science and Technology erwarb er ein postgraduales Diplom in öffentlicher Verwaltung. An der Päpstlichen Universität Gregoriana erwarb er das Lizenziat in Missionswissenschaft und an der National Open University of Nigeria in Lagos einen Master in öffentlicher Verwaltung.
Von 1990 bis 1992 war er Pfarrer in Igbo-Ora und anschließend bis 1997 Ökonom des theologischen Ordensstudiums in Enugu. Von 1999 bis 2000 leitete er die Abteilung für Spiritualität am Claretian Institute of Philosophy Maryland in Nekede, anschließend lehrte er von 2000 bis 2009 als Professor am Bigard Memorial Seminary in Enugu. Von 2005 bis 2010 war er an der Provinzialkurie seines Ordens in New Owerri Präfekt für das Apostolat und von 2006 bis 2010 außerdem Pfarrer in Nekede. Von 2010 bis 2022 war er Provinzial der Ordensprovinz der Claretiner für den Osten Nigerias.
Papst Franziskus ernannte ihn am 14. Oktober 2023 zum Titularbischof von Rusguniae und zum Weihbischof in Ahiara. Die Ernennung erfolgte während der zu diesem Zeitpunkt bereits mehr als fünfeinhalb Jahre andauernden Sedisvakanz zur Unterstützung des Apostolischen Administrators von Ahiara, Erzbischof Lucius Iwejuru Ugorji. Die Bischofsweihe empfing er am 19. Dezember desselben Jahres in der Kathedrale von Ahiara.
Am 3. Mai 2024 bestellte ihn Papst Franziskus zum Bischof von Ahiara.